# جنگل‌شناسی زاگرس
جنگل‌شناسی زاگرس کتابی از محمدحسین جزیره‌ای و مرتضی ابراهیمی رستاقی است که در سال ۱۳۸۲ منتشر و در مراسم کتاب سال جمهوری اسلامی ایران به‌عنوان کتاب برگزیده معرفی شد.